# Вини Пу (филм из 2011)
Вини Пу (енгл. Winnie the Pooh) амерички је анимирани мјузикл хумористички филм из 2011. године, продуцента Walt Disney Animation Studios-а и издавача Walt Disney Pictures-а, темељен на истоименом роману, аутора А. А. Милна и Е. Х. Шепарда. 51. продуцирани анимирани филм студија, филм је оживљавање Disney-јеве франшизе Вини Пу и пети биоскопски издати филм Вини Пу. Последњи је Disney-јев традиционално анимирани биоскопски филм, до филма Бобови бургери филм (2022) 20th Century Studios-а.
Џим Камингс понавља своје гласовне улоге као Вини Пу и Тигар, а Травис Оутс понавља своју гласвону улогу као Праслин, док нове гласовне улоге чине Том Кени као Зека, Крејг Фергусон као Сова, Бад Лаки као Иар и Кристен Андерсон-Лопез као Кенга. У филму, поменути становници Шуме од сто акри крећу у потрагу да спасу Кристофера Робина од замишљеног кривца, док се Пу бори са глађу за медом. Филм су режирали Стивен Андерсон и Дон Хол (у свом дугометражном редитељском дебију), продуцирали Питер дел Веко и Кларк Спенсер, а приповеда Џон Клиз.
Продукција је започела у септембру 2008. године, када је главни креативни директор Walt Disney Animation Studios-а, Џон Ласитер, најавио да Disney жели створити филм који ће „надићи генерације”. Филм садржи шест песама Кристен Андерсон-Лопез и Роберта Лопеза, као и извођење тематске песме „Winnie the Pooh” браће Шерман, коју изводи глумица/музичарка Зои Дешанел. Филм је издат 15. јула 2011. године у Сједињеним Државама, дистрибутера Walt Disney Studios Motion Pictures-а. Филм је издат 7. јула 2011. године у Србији, дистрибутера Taramount Film-а. Зарадио је 50,1 милион долара широм света, наспрам буџета од 30 милиона долара и добио је у великој мери позитивне критике критичара, који су похвалили глуму, сценарио, анимације, хумор, музику и верност Милновим оригиналним причама, иако је критика била усмерена на краткотрајност филма.

## Радња
Прича се одвија унутар књиге прича, чија се слова могу видети око многих сцена. Вини Пу се једног дана пробуди и установи да му је понестало меда („The Tummy Song”). Док тражи још меда, Пу открива да је Иар изгубио реп. Пу, Праслин, Зека, Сова, Кенга и Ру прискачу у помоћ („A Very Important Thing To Do”) док се Тигар забавља. Кристофер Робин одлучује да одржи такмичење да види ко може пронаћи замену за Иаров реп. Награда за победника је лонац свежег меда („The Winner Song”). Након неуспелих покушаја свих других да замене Иаров реп, Кенга предлаже да користе шал. Она је проглашена победником, али шал убрзо спада.
Пу још увек није успео да пронађе мед. Одлази у посету Кристоферу Робину и проналази белешку на којој пише погрешно написана реченица за „Отишао сам, вратићу се убрзо”. Пу не може да прочита белешку, па тражи помоћ Сове. Совине слабе способности разумевања читања наводе Пуа и његове пријатеље да верују да је Кристофера Робина отело немилосрдно и несташно чудовиште које зову „Бексон” („The Backson Song”). Зека планира заробити Баксона у јаму, у коју мисле да ће упасти након што прати траг предмета који до ње воде. У међувремену, Тигар, који жели помоћника који ће му помоћи да победи Бексона, регрутује оклевајућег Иара да постане други Тигар („It's Gonna Be Great”). Обуче се као Бексон и покушава да научи Иара да се бори. Иар успева да побегне од Тигра и крије се под водом, где открива сидро.
Након неуспелог покушаја да добије мед из пчелиње кошнице, Пуова машта у комбинацији са глађу га надвлада („Everything is Honey”), па на крају случајно поједе блато и падне у јаму намењену Бексону. Зека, Кенга, Ру, Сова и Праслин користе Иаров „заменски реп”, сидром, као конопац како би покушали да извуку Пуа, али сви осим Праслина упадају у јаму. Праслин покушава да им помогне, али доследно погрешно тумачи Зекине инструкције, што доводи до уништавање јединог ужета које има са собом. Одлази да пронађе још ужета, али налети на Тигра и због његовог костима мисли да је он чудовиште. Праслин бежи од Тигра на црвеном балону, који избацује нека од писама прича у јаму.
Након јурњаве, Тигар и Праслин такође падају у замку, где Иат подсећа Тигра да је он, тиме што је „једини”, „најлепша ствар тигрова”. На крају, Пу смисли како да помоћу испалих слова формира мердевине, а његови пријатељи успевају да побегну из јаме. Убрзо проналазе Кристофера Робина и причају му о Бексону, али он појашњава рекавши да је мислио да ће се „ускоро вратити”. Награда за лонац са медом додељује се црвеном балону од раније, на Пуово запрепашћење.
Касније, Пу посећује Сову и открива да је Сова, не препознајући шта је то, пронашао Иаров реп и користи га као звонце. Сова нуди Пуу меда за ручак, али Пу, занемарујући гласно брујање стомака, жури да врати Иару реп. Кристофер Робин се поноси Пуовом несебичношћу; као награду за његову љубазност, Пу добија лонац меда двоструко већи од њега. („Pooh's Finale”)
У сцени после завршне шпице, откривено је да Бексон заиста постоји, али је заправо веома леп и нежан. Проналази предмете који су му остављени, укључујући и цртеж себе нацртан кредом, којег назива „момком страшног изгледа”. Одлучујући да ствари врати власницима, почиње да их подиже, али на крају пада у јаму.

## Улоге
| Улога           | Оригинални глас        |
| --------------- | ---------------------- |
| Вини Пу         | Џим Камингс            |
| Тигар           | Џим Камингс            |
| Иар             | Бад Лаки               |
| Кристофер Робин | Џек Бултер             |
| Праслин         | Травис Оутс            |
| Зека            | Том Кени               |
| Кенга           | Кристен Андерсон-Лопез |
| Ру              | Вајат Хол              |
| Бексун          | Хјуел Хаузер           |
| наратор         | Џон Клиз               |